# Kathrin Neusser
Kathrin Neusser (* 1981 in Berlin) ist eine deutsche Schauspielerin, Dialogbuchautorin sowie Hörspiel- und Synchronsprecherin.

## Werdegang
Kathrin Neusser ist seit 1996 im Synchrongewerbe aktiv, zu ihren ersten Rollen gehören „Kat Harvey“ aus Casper und „Katelyn“ aus Galaxy Quest – Planlos durchs Weltall. Im Jahr 2002 gab sie Felicia Day als „Vi“ in Buffy – Im Bann der Dämonen ihre Stimme. Danach folgten kleinere Rollen in den Barbie-Filmen sowie in einigen US-amerikanischen Fernsehserien, darunter One Tree Hill, Everwood, Veronica Mars und Kyle XY. 2005 sprach sie in der Nickelodeon-Serie Einfach Sadie! die gleichnamige Titelheldin.
Seit 2002 hört man sie jährlich in diversen Animes. Sie synchronisierte in der Shōnen-Serie I"s „Nami Tachiba“, in der OVA von Oh! My Goddess „Sayako Mishima“ und in dem Harem-Anime Negima!? die Klassenbeste „Chao Ringshen“. 2006 lieh sie in Angelic Layer dem Hauptcharakter „Misaki Suzuhara“ ihre Stimme.
In der Psychothriller-Serie Elfen Lied sprach sie „Mayu“, ein junges Mädchen, das täglich mit den Ängsten aus seiner Vergangenheit konfrontiert wird. Danach vertonte sie die Protagonistin „Firiel Dee“ in Astraea Testament. Später folgten weitere wichtige Rollen, unter anderem in Das Mädchen, das durch die Zeit sprang und Tsubasa Chronicle. 2008 wurde sie im Forum des DVD-Labels Kazé Deutschland als Sprecherin für „Mikuru Asahina“ aus Die Melancholie der Haruhi Suzumiya vorgeschlagen und letztendlich auch besetzt.
Neusser lebte zeitweise im Ausland. Für die Synchronisation des Films Das Verschwinden der Haruhi Suzumiya wurde sie 2012 von dem Publisher Kazé eingeflogen. Seit 2013 ist sie wieder regelmäßig im Bereich der Filmsynchronisation tätig.

## Sprechrollen (Auswahl)

### Filme
- 1996: Casper als Kat Harvey
- 1997: Vergessene Welt: Jurassic Park als Kelly Curtis (Vanessa Lee Chester)
- 1999: Galaxy Quest – Planlos durchs Weltall als Katelyn
- 2000: Sin als Elyse Stewart
- 2005: Dirty Movie als Ellie
- 2005: Highschool News – Streng vertraulich! als Esmeralda
- 2006: Barbie Fairytopia: Mermaidia als Shelley
- 2006: Barbie in Die 12 tanzenden Prinzessinen als Fallon
- 2007: Barbie als die Prinzessin der Tierinsel als Rita
- 2006: Die Party Animals sind zurück! als Gloria Torrez
- 2007: Michael Clayton als Anna Kaiserson
- 2007: Alien Agent – Agent des Todes als Julie
- 2007: Das Mädchen, das durch die Zeit sprang als Moriko
- 2008: Vorbilder?! als Espelen
- 2008: The Express als Sarah Ward
- 2009: Road Trip – Beer Pong als Jenna
- 2009: Schön bis in den Tod als Megan
- 2013: Seelen als Wanda (Emily Browning)

### Serien
- 2000: Buffy – Im Bann der Dämonen als Vi
- 2002: Black Jack als Rie Fujiname
- 2002–2003: From I"s als Nami Tachiba
- 2003: Malcolm mittendrin als Jackie
- 2003–2010: One Tree Hill als Shelley Simon
- 2004–2006: Everwood als Hannah Rogers
- 2005: Entourage als Candice Levine
- 2005: Oh! My Goddess als Sayoko Mishima
- 2005–2006: I"s Pure als Nami Tachiba
- 2006: Veronica Mars als Lizzie Manning
- 2006: The Hills als Audrina Patridge
- 2006: Black Lagoon als Yukio Washimine
- 2006: Elfen Lied als Mayu
- 2006: Rumiko Takahashi Anthology als Hitomi Momoi
- 2006: Angelic Layer als Misaki Suzuhara
- 2006–2007: Magister Negi Magi als Chao Rinshen[4]
- 2006–2009: Kyle XY als Amanda
- 2007: Magister Negi Magi Negima!? als Chao Rinshen
- 2007: Astraea Testament als Firiel Dee
- 2007: Azumanga Daioh als Kaorin
- 2007–2012: Eureka – Die geheime Stadt als Zoe Carter
- 2008: Emergency Room – Die Notaufnahme als Tildie Mulligan
- 2008: Die Melancholie der Haruhi Suzumiya als Mikuru Asahina
- 2008: Tsubasa Chronicle als Chunyan
- 2008: Utawarerumono als Guraa und Dorj
- 2009: Skins – Hautnah als Abigail Stock
- 2013: The Finder als Willa Monday
- 2013: Under the Dome als Angie McAlister
- 2014: Clannad als Fuuko Ibuki
- 2014–2016: Die Musketiere als Königin Anne
- 2015: My Little Pony – Freundschaft ist Magie als Coco Pommel (Ep.4.08)